# Bahlul Ibn Marzuq
Bahlul Ibn Marzuq (en arabe : بهلول بن مرزوق (Bahloul Ben Marzouk)), surnommé « Abu al-Hadjdjadj », est un chef muwallad qui se révolta contre l'émir Al-Hakam Ier.

## Biographie
D'origine basque, il est le fils de Marzuq Ibn Uskara, un seigneur de la région de Huesca.
En l'an 181 de l'Hégire (797–798), il se soulève dans la Marche Extrême d'al-Andalus (al-Thaghr al-Aqsa), c'est-à-dire la vallée de l'Èbre, et s'empare de Saragosse. Il parvient à étendre son pouvoir à l'Aragon actuel, et prend la tête d'une révolte destinée à mettre un terme au pouvoir tyrannique des Banu Salama (en) de Huesca. Pour affirmer sa position, il entre en contact avec les Francs,. En 183 AH (799–800), il chasse les Banu Salama de Huesca et s'empare de la ville. L'année suivante, les Banu Salama reprennent le contrôle de Huesca avant d'en être de nouveau chassés.
En 185 AH (801–802), l'émir Al-Hakam Ier envoie une armée pour le soumettre : Bahlul Ibn Marzuq est chassé de Huesca par Amrus Ibn Yussuf.
Il part se réfugier dans une grotte située aux limites septentrionales de la Barbitaniya (es) nommée al-Ghar, où il périt assassiné par l'un de ses compagnons, Khalaf Ibn Rashid.

## Sources primaires
- Ibn Hayyan
- Al-Udri (en)
- Ibn al-Athir, Al-Kamil fi al-Tarikh
- Ibn Idhari, Al-Bayan al-Mughrib

## Sources secondaires
- Philippe Sénac, Charlemagne et Mahomet. En Espagne (VIIIe – IXe siècles), Chapitre V (« Des Pyrénées à Barcelone »), Éditions Gallimard, 2015.  (ISBN 2072576539)